# Графік функції

Графік кубічного полінома

Графік функції — діаграма в математиці, яка дає уявлення про геометричний образ функції.
Графіком функції {\displaystyle \ f\colon X\to Y} називається підмножина декартового добутку {\displaystyle \ X} на {\displaystyle \ Y} ({\displaystyle G\subset X\times Y}), що містить всі пари {\displaystyle (x,y)}, для яких {\displaystyle f(x)=y}.
Якщо простіше, то це є малюнок, на якому можна побачити як змінюється значення Y залежно від значення Х. Як правило, значення X позначають на горизонтальній прямій, яку називають віссю абсцис (x), а значення Y на перпендикулярній до неї прямій, яку називають віссю ординат (y). Ці осі разом утворюють систему координат. Кожна вісь має напрямок, у якому значення відповідної координати зростає. У точці найбільшого значення малюють стрілку, яка вказує цей напрям. На кожній осі роблять позначки окремих (ключових) значень і підписують їх цими значеннями. Це допомагає приблизно визначити інші проміжні значення. Точка з координатами {\displaystyle (0,0)} називається початком координат.

## Графікиелементарних функцій
1. Пряма пропорційність {\displaystyle y=kx}
2. Лінійна функція {\displaystyle y=kx+b}
3. Обернена пропорційність {\displaystyle y={\frac {k}{x}}}
4. Квадратична функція {\displaystyle y=x^{2}}, {\displaystyle y=ax^{2}+bx+c}

## Побудова графіка функції
Побудова графіка функції, що базується на аналітичному дослідженні функції.
Алгоритм дослідження функції:
1. з'ясування області визначення функції;
2. вирішується питання про парності або непарності функції;
3. досліджується періодичність функції;
4. знаходять точки перетину кривої з осями координат;
5. знаходять точки розриву функції і визначають їх характер (такими точками є краї інтервалів визначення функції);
6. проводять дослідження на екстремум, знаходять екстремальні значення функції;
7. шукаються точки перегину та інтервали опуклості та угнутості кривій;
8. відшукання асимптоти кривої;
9. отримані результати наносять на креслення і отримують графік досліджуваної функції.

Графік функції будують за характерними точками й лініями, отриманими у результаті дослідження. Якщо їх недостатньо, знаходять допоміжні точки для деяких конкретних значень аргументу.

## Приклад побудови графіка функції
Провести дослідження функції  {\displaystyle y={\frac {x^{3}}{3-x^{2}}}} та побудувати її графік.
1) Функція визначена всюди, крім точок {\displaystyle x={\sqrt {3}}} та {\displaystyle x=-{\sqrt {3}}}.
2) Функція непарна, тому що виконується умова {\displaystyle f(-x)=f(x)}, а саме, {\displaystyle y(-x)={\frac {(-x)^{3}}{3-(-x)^{2}}}=-{\frac {x^{3}}{3-x^{2}}}} , і, отже, її графік симетричний відносно початку координат. Тому обмежимося дослідженням тільки для {\displaystyle 0\leqslant x\leqslant +\infty }.
3) Функція не періодична.
4) Так як y = 0 лише при x = 0, то перетин з осями координат відбувається тільки на початку координат.
5) Функція має розрив другого роду в точці {\displaystyle x={\sqrt {3}}} , причому {\displaystyle \lim _{x\to {\sqrt {3}}-0}={\frac {x^{3}}{3-x^{2}}}=+\infty } , {\displaystyle \lim _{x\to {\sqrt {3}}+0}={\frac {x^{3}}{3-x^{2}}}=-\infty }. Пряма {\displaystyle x={\sqrt {3}}} — вертикальна асимптота.
6) Знаходимо {\displaystyle y'={\frac {9x^{2}-x^{4}}{(3-x^{2})^{2}}}} і прирівнюємо її до нуля:{\displaystyle {\frac {3x^{2}(3-x)(3+x)}{(3-x^{2})^{2}}}} , звідки {\displaystyle x_{1}=-3}, {\displaystyle x_{2}=0}, {\displaystyle x_{3}=3}. На екстремум треба досліджувати тільки точку {\displaystyle x_{3}=3} (точку {\displaystyle x_{2}=0} не досліджуємо, тому що вона є граничною точкою проміжку {\displaystyle [0;+\infty )}.
В околі точки {\displaystyle x_{3}=3} має: {\displaystyle y'>0} при {\displaystyle x<3} та {\displaystyle y'<0} при {\displaystyle x<3} , отже, в точці {\displaystyle x_{3}} функція має максимум, {\displaystyle y_{max}(3)=-{\frac {9}{2}}}.
Для перевірки правильності знаходження мінімального та максимального значення.
7) Знаходимо {\displaystyle y''={\frac {6x(9+x^{2})}{(3-x^{2})^{3}}}}. Бачимо, що {\displaystyle y''=0} лише при {\displaystyle x=0}, при цьому {\displaystyle y''<0} при {\displaystyle x<0} та {\displaystyle y''>0} при {\displaystyle x>0}, отже, в точці (0,0) крива має перегин. Іноді напрямок угнутості може змінитися при переході через розрив кривої, тому слід з'ясувати знак {\displaystyle y''} і близько точок розриву функції. У даному випадку {\displaystyle y''>0} на проміжку {\displaystyle (0;{\sqrt {3}})} i {\displaystyle y''<0} на {\displaystyle ({\sqrt {3}};+\infty )}, отже, на {\displaystyle (0;{\sqrt {3}})} крива ввігнута і опукла на {\displaystyle ({\sqrt {3}};+\infty )}.
8) Знаходимо асимптоти.
Наявність вертикальної асимптоти {\displaystyle x={\sqrt {3}}} встановлено вище. Шукаємо горизонтальні: {\displaystyle \lim _{x\to \infty }={\frac {x^{3}}{3-x^{2}}}=\infty }, отже, горизонтальних асимптот немає.
Знайдемо похилі асимптоти:
{\displaystyle k=\lim _{x\to \infty }={\frac {x^{3}}{x(3-x^{2})}}=-1}, {\displaystyle b=\lim _{x\to \infty }({\frac {x^{3}}{3-x^{2}}}+x)=\lim _{x\to \infty }{\frac {3x}{3-x^{2}}}=0}, виходячи з цього, {\displaystyle y=-x} — нахилена двобічна асимптота.
9) Тепер, використовуючи отримані дані, будуємо креслення.